# Вайз, Мартин
Ма́ртин Ва́йз (англ. Martin Weisz; род. 27 марта 1966, Берлин, Германия) — немецкий режиссёр, сценарист и продюсер, известный как постановщик музыкальных клипов таких певцов и музыкальных групп, как Nickelback, Брэнди Норвуд, Шон Комбc и LL Cool J.
В 2007 году Вайз снял фильм ужасов «У холмов есть глаза 2», который смог принести ему популярность.

## Карьера
Дебют Вайза в кино состоялся в 2003 году, с выходом короткометражного фильма «60 секунд», режиссёром и сценаристом которого стал Вайз. 
В 2006 году Вайз занял пост режиссёра немецкого триллера «Каннибал из Ротенбурга», который стал его первым полнометражным фильмом.
В 2007 году Вайз стал режиссёром фильма ужасов «У холмов есть глаза 2», заменив на этой должности Александра Ажа, который занимал пост режиссёра предыдущего фильма. 
В 2014 году Вайз выступил режиссёром независимого драматического фильма «Поселенцы». 

## Личная жизнь
Начиная с 2006 года Вайз женат на продюсере Кордуле Вайз. У пары есть двое детей.

## Фильмография
| Год  | Название               | Должность | Должность | Должность |
| Год  | Название               | Режиссёр  | Сценарист | Продюсер  |
| ---- | ---------------------- | --------- | --------- | --------- |
| 2003 | 60 секунд              | Да        | Да        | Нет       |
| 2006 | Каннибал из Ротенбурга | Да        | Нет       | Нет       |
| 2007 | У холмов есть глаза 2  | Да        | Нет       | Нет       |
| 2014 | Поселенцы              | Да        | Нет       | Да        |